# Кристоф Лудвиг II фон Щолберг-Щолберг
Кристоф Лудвиг II фон Щолберг-Щолберг (на немски: Christoph Ludwig II. Graf zu Stolberg-Stolberg; * 14 март 1703, Щолберг; † 20 август 1761, Щолберг) от фамилията Щолберг е граф на Щолберг-Щолберг в Харц.

## Биография
Той е най-големият син на граф Кристоф Фридрих фон Щолберг-Щолберг (1672 – 1738) и съпругата му фрайин Хенриета Катарина фон Бибран и Модлау (1680 – 1748), дъщеря на фрайхер Сигизмунд Хайнрих фон Бибран и Модлау (1640 – 1693) и Мария Катарина фон Кцетритц и Нойхауз (1665 – 1718). Внук е на граф Кристоф Лудвиг I фон Щолберг-Щолберг (1634 – 1704) и ландграфиня Луиза Кристина фон Хесен-Дармщат (1636 – 1697), дъщеря на ландграф Георг II фон Хесен-Дармщат (1605 – 1661) и принцеса София Елеонора Саксонска (1609 – 1671), дъщеря на курфюрст Йохан Георг I от Саксония.
Брат е на графовете Готлоб Фридрих (1706 – 1737 в битка), Кристиан Гюнтер (1714 – 1765) и на Карл Георг фон Щолберг-Щолберг (1716 – 1752).
Щолберг-Щолберг е поделен през 1706 г. между двете линии Щолберг-Щолберг и Щолберг-Росла.
Кристоф Лудвиг II фон Щолберг-Щолберг умира на 20 август 1761 г. на 58 години и е погребан в „Св.Мартин“ в Щолберг. На 22 март 1893 г. правнукът му Алфред (1820 – 1903) става 1. княз на Щолберг.

## Фамилия
Кристоф Лудвиг II фон Щолберг-Щолберг се жени на 4 март 1737 г. в Росла за първата си братовчедка графиня Луиза Шарлота фон Щолберг-Росла (* 5 юни 1716, Росла; † 15 юни 1796, Щолберг), дъщеря на граф Йост Кристиан фон Щолберг-Росла (1676 – 1739) и графиня Емилия/Амелия Августа фон Щолберг-Гедерн (1687 – 1730), дъщеря на граф Лудвиг Кристиан фон Щолберг-Гедерн (1652 – 1710) и графиня Кристина фон Мекленбург-Гюстров (1663 – 1749). Те имат 13 деца:
- Кристина Хенриета Луиза фон Щолберг-Щолберг (* 1 септември 1738, Щолберг; † 9 декември 1776, Берлин), омъжена на 18 ноември 1762 г. в Щолберг за граф Ханс Хайнрих V фон Хохберг, фрайхер цу Фюрстенщайн (1741 – 1782)
- Кристоф Лудвиг фон Щолберг-Щолберг (* 31 декември 1739; † 2 януари 1740)
- Фридерика Елеонора Шарлота фон Щолберг-Щолберг (* 31 март 1741, Щолберг; † 2 април 1742, Щолберг)
- Карл Лудвиг фон Щолберг-Щолберг (* 18 февруари 1742; † 2 август 1815), женен на 22 септември 1768 г. в Лихтенвалде за графиня Йохана Александрина Шарлота Фридерика фон Флеминг (* 17 септември 1748, Лихтенвалде; † 12 маи 1818, Щолберг), дядо на Алфред (1820 – 1903), става 1. княз на Щолберг на 22 март 1893 г.
- Готлоб Фридрих фон Щолберг-Щолберг (* 19 юни 1743; † 8 юни 1785)
- Августа Фридерика фон Щолберг-Щолберг (* 20 юли 1744, Щолберг; † 22 юли 1744, Щолберг)
- Кристиан Лудвиг фон Щолберг-Щолберг (* 25 август 1745; † 17 май 1787), каноник в Наумбург
- Луиза Шарлота фон Щолберг-Щолберг (* 16 ноември 1746, Щолберг; † 5 април 1811), омъжена в Щолберг на 22 октомври 1784 г. за граф Йохан Ернст фон Шьонбург-Глаухау (* 4 март 1726; † 1 юли 1806)
- Августа Елеонора фон Щолберг-Щолберг (* 10 януари 1748, Щолберг; † 12 декември 1821, Петерсвалдау), омъжена на 11 ноември 1768 г. във Вернигероде за граф Кристиан Фридрих фон Щолберг-Вернигероде (1746 – 1824)
- Кристиана Ернестина фон Щолберг-Щолберг (* 15 март 1749, Щолберг; † 20 март 1823, Дрюбек), абатиса на Дрюбек 1807
- Георг фон Щолберг-Щолберг (* 14 юли 1750; † 20 февруари 1830), женен в Дрезден на 16 февруари 1784 (разв. 1807) за графиня Филипина Болца (* 2 ноември 1765, Дрезден; † 20 април 1846)
- Хенриета Кристиана фон Щолберг-Щолберг (* 3 август 1753, Щолберг; † 21 януари 1816, Бюдинген), омъжена на 3 август 1782 г. в Кьониг, Оденвалд, за граф Густав Ернст фон Ербах-Шьонберг (1739 – 1812)
- София Фридерика фон Щолберг-Щолберг (* 1 юни 1755, Щолберг; † 4 ноември 1829, Теплитц)